# Bundesregierung Ender
Die Bundesregierung Ender war eine österreichische Bundesregierung der Ersten Republik vom 4. Dezember 1930 bis zum 16. Juni 1931 und war mit der Fortführung der Geschäfte bis 20. Juni 1931 betraut.

## Vorgeschichte
Mit dem Ende der Bundesregierung Schober III im Herbst 1930 war es zu einer Vertrauenskrise zwischen den Parteien des vormaligen Bürgerblocks gekommen: Die bisherigen Koalitionsparteien Großdeutsche Volkspartei (GDVP) und Landbund für Österreich (LBd) warfen Carl Vaugoin vor, aus parteipolitischen Gründen als Vizekanzler das Ende der Regierung provoziert zu haben, und gingen in Opposition. Die neue Bundesregierung Vaugoin musste als Minderheitsregierung mit einem Misstrauensvotum im Parlament rechnen. Um dem zuvorzukommen, ließ sie von Bundespräsident Wilhelm Miklas den Nationalrat auflösen und setzte eine Neuwahl des Nationalrats für den 9. November 1930 an. Die GDVP und der LBd kandidierten dafür gemeinsam als Nationaler Wirtschaftsblock und Landbund unter der Führung des ehemaligen Bundeskanzlers Johann Schober (daher auch „Schoberblock“ genannt). Die Christlichsoziale Partei (CSP) versuchte hingegen, die Heimwehr als politischen Verbündeten zu gewinnen. Dies gelang nur zum Teil, in manchen Bundesländern konnte sie als Wahlpartei Christlichsoziale Partei und Heimwehr antreten, im Großteil Österreichs trat die Heimwehr jedoch mit ihrer eigenen, neu geschaffenen Partei Heimatblock zur Wahl an.
Wahlsieger wurde die Sozialdemokratische Arbeiterpartei (SDAP), die mit 72 von 165 Mandaten zwar die relative Mehrheit erzielte, mangels Koalitionspartner aber wieder in Opposition gehen musste. Da es der Schoberblock ablehnte, einer Regierung unter einem Bundeskanzler Vaugoin anzugehören, trat Vaugoin am 29. November 1930 zurück. Präsident Miklas hatte indessen bereits Kontakt mit dem Vorarlberger Landeshauptmann Otto Ender aufgenommen und beauftragte ihn am selben Tag mit der Regierungsbildung. Ender konnte den Bürgerblock wieder vereinen, am 4. Dezember wurde die neue Bundesregierung angelobt.

## Mitglieder
| Amt                                                                                                 | Amtsinhaber                                                                   | Partei                         |
| --------------------------------------------------------------------------------------------------- | ----------------------------------------------------------------------------- | ------------------------------ |
| Bundeskanzler                                                                                       | Otto Ender                                                                    | CSP                            |
| Vizekanzler                                                                                         | Johann Schober                                                                | ohne Parteimitgliedschaft      |
| Bundesminister im Bundeskanzleramt (mit der sachlichen Leitung der inneren Angelegenheiten betraut) | Franz Winkler (bis 16. Juni 1931)                                             | LBd                            |
| Bundesminister für Justiz mit der vorläufigen Fortführung der Geschäfte betraut                     | Hans Schürff (bis 30. Mai 1931) Vizekanzler Johann Schober (ab 30. Mai 1931)  | GDVP ohne Parteimitgliedschaft |
| Bundesminister für Unterricht                                                                       | Emmerich Czermak                                                              | CSP                            |
| Bundesminister für soziale Verwaltung mit der vorläufigen Fortführung der Geschäfte betraut         | Josef Resch (bis 15. April 1931) Bundeskanzler Otto Ender (ab 15. April 1931) | CSP                            |
| Bundesminister für Finanzen                                                                         | Otto Juch                                                                     | ohne Parteimitgliedschaft      |
| Bundesminister für Land- und Forstwirtschaft                                                        | Andreas Thaler (bis 18. März 1931) Engelbert Dollfuß (ab 18. März 1931)       | CSP                            |
| Bundesminister für Handel und Verkehr                                                               | Eduard Heinl                                                                  | CSP                            |
| Bundesminister für Heereswesen                                                                      | Carl Vaugoin                                                                  | CSP                            |

## Wirken
Bei der Regierungserklärung betonte Ender, die Regierungsgeschäfte auf verfassungsmäßigem und gesetzlichem Wege führen zu wollen, ungeachtet anderslautender Forderungen der Heimwehr. Angesichts der Weltwirtschaftskrise und anstehender finanzpolitischer Fragen standen wirtschaftspolitische Maßnahmen im Vordergrund. Das Budget für 1931 musste beschlossen werden, es kam aber vorerst nur zu einem Provisorium. Der Finanzausgleich lief mit Jahresende aus und ein neues Finanzausgleichsgesetz musste verabschiedet werden. Eine erste Regierungsvorlage dazu wurde am 11. Dezember 1930 vorgelegt, die mehr Vetorechte des Bundes gegenüber Abgabengesetzen der Länder vorsah und den Verteilungsschlüssel der Erträge zu Ungunsten Wiens verändert hätte. Die SDAP kritisierte die Vorlage heftig. Nach Verhandlungen mit den Sozialdemokraten einigte man sich am 25. Jänner 1931 auf das Finanzausgleichsgesetz, das mit den Stimmen der SDAP verabschiedet wurde.
Anfang März 1931 besuchte der deutsche Außenminister Julius Curtius Wien, dabei einigte man sich mit ihm über die Richtlinien einer angestrebten deutsch-österreichische Zollunion. Der Plan sollte geheim gehalten, und erst im Mai im Rahmen des Völkerbundes vorgestellt werden, aufgrund einer Indiskretion sickerte er bereits am 17. März 1931 in der Presse durch. Die außenpolitischen Folgen waren weitreichend: Frankreich, die Tschechoslowakei und Italien unternahmen eine gemeinsame Demarche, Österreich wurde ein Verstoß gegen das Genfer Protokoll I vorgeworfen. Der britische Außenminister Arthur Henderson brachte die Frage vor den Völkerbundrat, wo sein Vorschlag angenommen wurde, den Ständigen Internationalen Gerichtshof um ein Gutachten zu ersuchen, ob die geplante Zollunion mit dem Vertrag von St. Germain und dem Genfer Protokoll vereinbar sei.
Im April demissionierte der Bundesminister für soziale Verwaltung Josef Resch, nachdem seine Vorschläge zur Reform der Sozialversicherung bei Vertretern der Arbeiter- und Angestelltenschaft auf breite Ablehnung gestoßen war. Mit der vorläufigen Fortführung der Geschäfte des Ministeriums wurde Bundeskanzler Ender betraut.
Am 8. Mai 1931 erfuhr Bundeskanzler Ender, dass die größte Bank des Landes, die Credit-Anstalt für Handel und Gewerbe vor dem Zusammenbruch stand. Der Verlust wurde mit 140 Millionen Schilling beziffert. Durch ihre wirtschaftlichen Verbindungen hätte ein Zusammenbruch der Bank das Ende zahlreicher Industriekonzerne und damit ein weiteres Anwachsen der Arbeitslosenzahlen bedeutet. Ein Run auf die Bank hätte auch währungspolitische Folgen gehabt. Daher musste eine Insolvenz der Bank verhindert werden. Bei intensiven Verhandlungen wurde ein Plan erstellt, wie die Bank gerettet werden sollte. Die Regierung wollte ein Darlehen über 150 Millionen Schilling aufnehmen und davon 100 Millionen der Bank zur Verfügung stellen, indem Aktien der Bank angekauft und der Bank Geld zur Verlustabdeckung zur Verfügung gestellt werden sollte. Da damit die inländischen Einleger nicht beruhigt werden konnten – sie stürmten die Schalter der Bank und entzogen ihr beträchtliche Mittel – beschloss die Regierung am 28. Mai 1931 auch die Bundeshaftung für Kredite der Credit-Anstalt zu übernehmen.
Unterdessen zeigte sich im Staatshaushalt ein wachsendes Defizit. Die Regierung beschloss Einsparungsmaßnahmen und die Erhöhung von Zöllen und Tabakpreisen. Ein vorgeschlagenes Gesetz, mit dem die Beamtenbezüge um fünf Prozent gekürzt werden sollten, wurde von der GDVP – zu deren Kernwählerschaft die Beamten zählten – abgelehnt. Um dieser Notmaßnahme nicht zustimmen zu müssen, trat am 30. Mai 1931 der großdeutsche Justizminister Schürff zurück, Vizekanzler Schober wurde mit der vorläufigen Fortführung der Geschäfte des Justizministeriums betraut. Mit einer Zustimmung zu dem Gesetzesentwurf im Parlament durch die Großdeutschen war nicht zu rechnen. Bei einer Vertrauensmännerversammlung der GDVP am 2. Juni wurde darüber diskutiert, ob sich die Partei nicht besser in Opposition begeben solle.
In dieser für die Regierung kritischen Zeit wurde die Strafella-Affäre wieder aktuell: Nachdem ein Berufungsgericht die „moralische Verurteilung“ des Bundesbahnen-Generaldirektors Franz Strafella bestätigt hatte, unterstützen die Koalitionsparteien GDVP und LBd am 3. Juni einen von der oppositionellen SDAP eingebrachten Antrag zur Abberufung Strafellas als Generaldirektor. Um nicht einem Misstrauensantrag ausgesetzt zu werden, den die Koalitionsparteien womöglich auch noch unterstützen könnten, stimmten die Christlichsozialen in der Regierung der Amtsenthebung zu.
Die Verhandlungen über die notwendigen Einsparungen verliefen ohne Einigung, und durch das Komitee der Auslandsgläubiger der Credit-Anstalt geriet die Regierung unter weiteren Druck. Am 14. Juni 1931 kamen Vertreter der Gläubiger nach Wien, um über ihre Forderungen und Hilfskredite zu verhandeln. Man einigte sich auf eine Haftungsübernahme des Bundes für Verpflichtungen der Bank im Ausmaß von rund 71 Millionen Dollar für eine Stundung der Forderungen der Auslandsgläubiger um zwei Jahre. Als im Ministerrat am Abend des 15. Juni dieses Ergebnis besprochen wurde, erklärte der Landbund-Minister Franz Winkler, der Haftung nicht zustimmen zu können und die Stundung für zu kurz. Nachdem am nächsten Morgen der Finanzminister das Abkommen über die Stundung abgeschlossen hatte, trat Winkler aus Protest zurück. Damit war vom Schoberblock nur mehr Schober selbst in der Regierung vertreten. Daher beschloss auch die Regierung zu demissionieren. Bundespräsident Miklas enthob die Regierung am 16. Juni vom Amt und betraute sie zugleich bis zur Bildung einer neuen Regierung mit der Weiterführung der Geschäfte.

## Nach dem Rücktritt der Regierung
Noch am selben Abend kam es im Hauptausschuss zu einer Debatte, bei der beschlossen wurde, dass ohne Zustimmung des Hauptausschusses keine weiteren Bundeshaftungen mehr übernommen werden dürfen. Im Nationalrat wurde die – als Teil der Einsparungsmaßnahmen geplante – Zollerhöhung auf Tee und Kaffee von der Tagesordnung genommen werden, da der LBd sich nun als Opposition begriff und der Vorlage nicht zustimmen wollte.
Der christlichsoziale Klub sprach Otto Ender das Vertrauen aus, und betraute ihn mit der Neubildung der Regierung. Ender nahm den Auftrag an, verlangte jedoch zeitlich befristete Vollmachten zur Sanierung des Budgets und zur Regelung der Fragen rund um die Credit-Anstalt. Solche Vollmachten hätten als Verfassungsgesetz die Zustimmung der Sozialdemokraten erfordert, was diese jedoch ablehnten. Die Großdeutschen waren zur Regierungsbeteiligung bereit, forderten dafür aber eine Wahlrechtsreform und den Verzicht auf Gehaltskürzungen bei den Beamten. Der Landbund forderte dagegen eine Kürzung der Beamtengehälter und erklärte die Einbeziehung der Sozialdemokraten in die Regierung für wünschenswert. Dies lehnte ein Teil der Christlichsozialen ab. Ohne Aussicht auf Wiederherstellung der bisherigen Koalition oder der Bildung einer Regierung mit der SDAP legte Ender am 18. Juni seine Betrauung mit der Regierungsbildung zurück.
Am 19. Juni betraute Miklas Ignaz Seipel mit der Regierungsbildung. Seipel erklärte, eine Regierung bilden zu wollen, aber nicht an deren Spitze stehen zu wollen. Er kündigte an, mit allen Parteien zu verhandeln, und schlug die Bildung einer Konzentrationsregierung vor. Entsprechende Verhandlungen scheiterten an Personen- und Sachfragen, ebenso wie Seipels Verhandlungen über eine Wiederherstellung der bisherigen Koalition.
Am 20. Juni betraute Miklas den niederösterreichischen Landeshauptmann Karl Buresch mit der Regierungsbildung. Dieser vereinbarte mit der GDVP, im Fall ihrer Regierungsbeteiligung die Pläne der Regierung Ender zu den Beamtengehältern neu zu verhandeln, und das Finanzministerium mit einer „neutralen“ Person (Josef Redlich) zu besetzen. Auf dieser Grundlage konnte am Abend des 20. Juni 1931 die Bundesregierung Buresch I, bestehend aus Vertretern von CSP, GDVP und LBd angelobt werden.

## Belege
1. ↑  Demission des Ministers für soziale Verwaltung Dr. Resch. In: Neue Freie Presse, 15. April 1931, S. 2 (online bei ANNO).
2. ↑  Amtlicher Teil. In: Wiener Zeitung, 16. April 1931, S. 1 (online bei ANNO).
3. ↑  Amtlicher Teil. In: Wiener Zeitung, 2. Juni 1931, S. 1 (online bei ANNO).
4. ↑  Demission der Regierung. In: Wiener Zeitung, 17. Juni 1931, S. 1 (online bei ANNO).
5. ↑  Amtlicher Teil. In: Wiener Zeitung, 18. Juni 1931, S. 1 (online bei ANNO).